# Биар, Франсуа-Огюст
Франсуа-Огюст Биар (фр. François-Auguste Biard; 1799—1882) — французский художник-жанрист XIX века.

## Биография
Франсуа-Огюст Биар родился в Лионе в 1799 году. Посещал Школу изящных искусств, где он учился у Пьера Ревой до 1818 года, а затем учился у Флёри Франсуа Ришара. Однако многому он научился сам, поэтому его часто называют самоучкой.
Биар много путешествовал, всюду наблюдая природу и народный быт. Он побывал в Италии, Греции и на Ближнем Востоке. Начиная с 1824 года начал выставлять свои произведения в Парижских салонах, но большую известность приобрёл лишь девять лет спустя. В основном Биар создавал путевые зарисовки, а батальные и исторические сюжеты писал значительно реже, однако он неоднократно обращался к сценам морского абордажного боя. В 1827 году он снова путешествовал, посещая Мальту, Кипр и Египет.
В 1838 году Франсуа-Огюст Биар принимает участие в экспедиции по северным регионам Европы, организованной хирургом Жозеф-Поль Гемаром и вошедшей в историю под названием La Recherche Expedition. Одной из главных целей исследования было изучение возможностей выживания человека в условиях крайнего севера. Задачей Биара и другого художника экспедиции, Бартелеми Ловернь, было создание художественных произведений, убеждающих общественность в ценности подобных исследований и открытий. В 1839—1840 годах экспедиция побывала в Финляндии, России, Германии, Дании и Восточной Европе. На протяжении всего путешествия Биара сопровождала жена, Леони д’Оне, впоследствии написавшая книгу «Путешествие женщины на Шпицберген».
Отчёты об этой экспедиции были собраны в издании «Путешествие в Скандинавию, Лапландию, Финляндию, Шпицберген в 1838, 1839, 1840 гг.» (Voyages en Scandinavie, en Laponie, au Spitzberg et aux Feröe, pendant les années 1838, 1839, 1840). Частью этого сборника является «Исторический и живописный атлас» в трёх томах, представляющий собой собрание литографий, рисунков и зарисовок художников-участников экспедиции. Одним из авторов является Франсуа-Огюст Биар.
Из интересных по содержанию, иногда полных драматизма, иногда комических, умно компонованных и мастерски написанных картин, наибольшую известность получили следующие полотна: «Арабы, застигнутые самумом в пустыне» (1833; находится в Нимском музее), «Странствующие комедианты» (1833), «Крещение при переходе чрез экватор» (1834), «Парад деревенской национальной гвардии перед мэром» (1835), «Дюкесн освобождает рабов-европейцев в Алжире» (1837), «Пустыня» (1838; приобретена Амьенским музеем), «Борьба матросов с белыми медведями» (1839), «Герцог Орлеанский в лапландском чуме» (1841; Лувр), «Семейный концерты», «Продажа рабов», «Гарем в Алжире» и некоторые другие. В собрании Государственного Эрмитажа есть несколько картин Биара, среди которых выделяется работа «Разделённые почести» (1838)
Будучи весьма прогрессивным человеком, Биар выступал ярым противником трансатлантической работорговли. Скончался в преклонном возрасте 20 июня 1882 года в Фонтенбло, близ Парижа.
- Примеры работ
- «Отмена рабства», 1849
- «Китобойный промысел», ок. 1840
- «Работорговля», 1840